# Lucas Glover
Lucas Hendley Glover (ur. 12 listopada 1979 w Greenville, Karolina Południowa), golfista amerykański, zwycięzca turnieju wielkoszlemowego US Open w 2009.
Glover odnosił sukcesy w golfie amatorskim jako student Clemson University, wygrywając m.in. mistrzostwa Kalifornii Południowej przez trzy lata z rzędu (1998-2000) oraz turniej Sunnehanna Amateur w 2001. W 2001 został powołany do reprezentacji amerykańskiej na mecz przeciwko amatorom z Wysp Brytyjskich (Walker Cup). Jeszcze w tym samym roku dołączył do rozgrywek profesjonalnych. Od 2002 występował w cyklu rozgrywek Nationwide Tour, w którym pierwsze zawodowe zwycięstwo odniósł po roku – wygrał w 2003 turniej Gila River Classic koło Chandler w Arizonie. Udane występy w sezonie 2003 pozwoliły Gloverowi uzyskać na kolejny rok zaproszenie do bardziej prestiżowych rozgrywek – PGA Tour. W ramach tych rozgrywek ustabilizował swoją pozycję w szerokiej czołówce światowej w 2005, kiedy wygrał turniej FUNAI Classic oraz zarobił nieco ponad dwa miliony dolarów.
Na kolejne zwycięstwo turniejowe w PGA Tour Glover czekał do czerwca 2009, kiedy dość niespodziewanie, jako zawodnik nr 71 rankingu światowego, sięgnął po wygraną w wielkoszlemowym US Open. Jego wygrana była tym bardziej zaskakująca, iż w swoich poprzednich trzech występach w US Open udział kończył już na etapie cut. W edycji 2009 wyprzedził Phila Mickelsona, Davida Duvala i Ricky'ego Barnesa.
W 2007 Glover wystąpił w reprezentacji USA w rozgrywce o Presidents Cup (mecze USA przeciwko reszcie świata, z wyłączeniem golfistów europejskich).